# André Randall
Joseph André Ayaïs dit André Randall, né à Bordeaux le 9 décembre 1891 et mort à Sainte-Foy-la-Grande le 4 juillet 1974, est un acteur français.

## Filmographie partielle
- 1931 : Mistigri de Harry Lachmann
- 1935 : L'Heureuse Aventure de Jean Georgesco
- 1947 : Mademoiselle s'amuse de Jean Boyer
- 1948 : Le Diable boiteux de Sacha Guitry
- 1950 : Atoll K de Léo Joannon
- 1951 : Monsieur Fabre de Henri Diamant-Berger
- 1957 : Les Lavandières du Portugal de Pierre Gaspard-Huit
- 1960 : Austerlitz d'Abel Gance
- 1960 : Aimez-vous Brahms ? d'Anatole Litvak